# Jasper Becker
Jasper Becker, född i London den 19 maj 1956, är frilansjournalist och politisk kommentator. Han är författare till ett antal böcker om situationen i Kina, Nordkorea, Tibet och Mongoliet. Hungry Ghosts som berörde den stora svältkatastrofen under Mao Zedong belönades med det holländska PIOOM-priset för mänskliga rättigheterna.
Becker arbetar för The Independent och har skrivit politiska kommentarer för The International Herald Tribune, The Spectator, The New Republic, The Christian Science Monitor, The Irish Times, The Asian Wall Street Journal, The Australian Financial Review, The Washington Post, Globe and Mail, Business Week, Prospect Magazine och Sunday Business.